# Baureihe 151
Baureihe 151 – lokomotywa elektryczna produkowana w latach 1972-1978 dla kolei zachodnioniemieckich. Wyprodukowano 170 lokomotyw. Elektrowozy zostały wyprodukowane do prowadzenia pociągów towarowych na zelektryfikowanych liniach kolejowych. Pierwsza lokomotywa została wyprodukowana w październiku 1972 roku. Niektóre lokomotywy elektryczne posiadały zamontowany sprzęg samoczynny dla ciężkich pociągów towarowych. Elektrowozy prowadziły pociągi towarowe na górskiej linii kolejowej Frankenwaldbahn. Jedna lokomotywa jest zachowana jako czynny eksponat zabytkowy.